# لاك مينستوك (كيبك)
لاك مينستوك (بالإنجليزية: Lac-Ministuk, Quebec)‏ هي منطقة غير المنظمة في كيبيك تقع في كندا في Le Fjord-du-Saguenay. يقدر عدد سكانها بـ 0 نسمة ومساحتها 1,495.40 كم2 .